# ディミタル・ペネフ
ディミタル・ペネフ（Димитър Пенев、1945年7月12日 - ）は、ブルガリアの元同国代表サッカー選手、サッカー指導者。
現役時代のポジションはDF。甥のリュボスラフ・ペネフもブルガリア代表でプレーしたサッカー選手であり、UEFA欧州選手権1996ではディミタルの率いるチームでプレーした。

## 来歴
1959年にロコモティフ・ソフィアへ入団。1964年には初のタイトルとなるブルガリアリーグを制覇。1965年にCSKAソフィアへと移籍した。CSKAソフィアでは多くのタイトルを獲得し、1967年、1971年とペネフはブルガリア人年間最優秀選手にも2度選ばれた。
ブルガリア代表では90試合出場の2得点。3度FIFAワールドカップに招集された。
引退後は監督業をしており、CSKAソフィアなどのクラブを率いたほか、ブルガリア代表の指揮も執り、監督としてもワールドカップに参加した。

## 代表歴

### 出場大会
- ブルガリア代表
  - 1966 FIFAワールドカップ
  - 1970 FIFAワールドカップ
  - 1974 FIFAワールドカップ

### 試合数
- 国際Aマッチ 90試合 2得点（1964年-1977年）[2]

| ブルガリア代表 | 国際Aマッチ | 国際Aマッチ |
| 年             | 出場        | 得点        |
| -------------- | ----------- | ----------- |
| 1964           | 6           | 0           |
| 1965           | 8           | 1           |
| 1966           | 8           | 0           |
| 1967           | 8           | 0           |
| 1968           | 5           | 0           |
| 1969           | 8           | 1           |
| 1970           | 8           | 0           |
| 1971           | 11          | 0           |
| 1972           | 8           | 0           |
| 1973           | 5           | 0           |
| 1974           | 12          | 0           |
| 1975           | 0           | 0           |
| 1976           | 2           | 0           |
| 1977           | 1           | 0           |
| 通算           | 90          | 2           |

## 獲得タイトル

### クラブ
ロコモティフ・ソフィア
- ブルガリアリーグ : 1回 (1963-64)

CSKAソフィア
- ブルガリアリーグ : 7回 (1965-66, 1968-69, 1970-71, 1971-71, 1971-72, 1972-73, 1974-75, 1975-76)
- ブルガリア・カップ : 4回 (1969, 1972, 1973, 1974)